# Messor capitatus
Messor capitatus ist eine Ernteameisen-Art des westlichen Mittelmeerraums und der Atlantikküste, einschließlich des westlichen Nordafrikas.

## Merkmale
Wie typisch für Messor-Arten, sind auch bei Messor capitatus die Arbeiterinnen untereinander an Größe sehr verschieden (polymorph); es können Tiere von knapp 5 bis gut 12 Millimeter Körperlänge auftreten. Die Art unterscheidet sich von anderen Messor-Arten durch eine kurze Behaarung des gesamten Körpers, insbesondere des Hinterleibs (kürzer als bei den Arten der structor-Gruppe), ein zweites Fühlerglied, welches weniger als zweimal solang ist wie breit und eine einfarbig schwarze Körperfärbung. Auf der Kopfunterseite ist keine besonders lange Borstengruppe (Psammophore) ausgebildet.
Ähnlichste gemeinsam mit Messor capitatus auftretende Art ist Messor barbarus, mit der sie in eine gemeinsame Artengruppe gestellt wird. Frühere Bearbeiter betrachteten Messor capitatus oft nur als Unterart von Messor barbarus. Die Arten sind am besten an großen Arbeiterinnen (Majores) unterscheidbar. Bei diesen ist das Propodeum bei Messor capitatus oben eckig, bei Messor barbarus abgerundet. Außerdem ist der Kopf dieser Arbeiterinnen bei Messor barbarus deutlich rötlich gefärbt, während Messor capitatus einfarbig schwarz ist.

## Lebensweise
Messor capitatus legt monogyne Erdenester an. Wie typisch für Arten der Gattung Messor, ernährt sich die Art hoch spezialisiert von Pflanzensamen. Diese trägt sie in den Bau ein und legt Vorräte an. Die Suchstrategie unterscheidet sich von derjenige anderer Messor-Arten, mit denen sie oft gemeinsam im selben Habitat vorkommt. Typischerweise bilden die aus dem unterirdischen Nest ausschwärmenden Arbeiterinnen zunächst stabile Straßen (trunk trails) aus, die über Monate bis Jahre genutzt und von Hindernissen frei gehalten werden. Diese verzweigen sich schließlich in weniger stabile, kleinere Straßen. Die Arbeiterinnen von Messor capitatus suchen dann aber zu etwa 90 % individuell, nicht wie die Vertreter der meisten anderen Arten in Gruppen. Die Straßen sind zudem tendenziell kürzer und weniger stabil. Die Straßen benachbarter Kolonien kreuzen sich dabei nicht, sie werden wahrscheinlich chemisch markiert. So kommt eine Aufteilung des Nahrungsterritoriums zustande. Nach Experimenten mit künstlichen Samen selektiert die Art nicht nach der Größe der Samen. Arbeiterinnen unterschiedlicher Kolonien rauben sich bei Begegnung oft gegenseitig die getragenen Samen (Kleptobiosis).
Durch neuere Beobachtungen ist belegt, dass Messor capitatus und die Vertreter zweier anderer Arten (Messor minor und Messor wasmanni oder eine nahe verwandte Art) im Gelände oft in gemeinsamen, artgemischen Nestern vorkommen. Die Identität der (schwer bestimmbaren) Arten wurde sowohl morphologisch wie auch mit genetischen Markern untersucht. Dabei erwies sich, dass Messor minor und cf. Messor wasmanni, nicht aber Messor capitatus zudem oft Artmischlinge (Hybride) ausbilden. Obwohl eine endgültige Erklärung noch aussteht, könnte die Beobachtung etwa durch Brutraub oder sozialparasitische Nestgründung (bei der eine Königin einer Art in das Nest einer anderen Art eindringt und dieses, mitsamt den vorhandenen Arbeiterinnen, durch Verdrängung der Königin „übernimmt“) erklärt werden.
Als eine von nur vier bisher bekannten Ameisenarten kommt es bei Messor capitatus nach Verlust der Königin in einer Kolonie zur Produktion von neuen weiblichen Geschlechtstieren durch Arbeiterinnen. Da die Arbeiterinnen unbefruchtet sind, handelt es sich um eine Form der Parthenogenese (Thelytokie). Im Labor gehaltene Kolonien ohne Königin konnten zusätzlich nach einiger Zeit auch Männchen produzieren. Sie können also parthenogenetisch beide Geschlechter erzeugen (gemischte Parthenogenese, Amphitokie oder auch Deuterotokie). Im Gegensatz zu einigen anderen Hymenopterenarten mit diesem Fortpflanzungsmodus (insgesamt sind nur sehr wenige bekannt) spielt das parasitische Bakterium Wolbachia bei Messor capitatus keine Rolle.